# Niederstotzingen
Niederstotzingen är en kommun och ort i Landkreis Heidenheim i regionen Ostwürttemberg i Regierungsbezirk Stuttgart i förbundslandet Baden-Württemberg i Tyskland. De tidigare kommunerna Oberstotzingen och Stetten ob Lontal uppgick i Niederstotzingen 1 mars 1972.
Staden ingår i kommunalförbundet Sontheim-Niederstotzingen tillsammans med kommunen Sontheim an der Brenz.